# 1 E6 m³
Za lažjo predstavo redov velikosti različnih prostornin je tu seznam prostornin med 106 m³ in 107 m³.
- manjše prostornine
- 1 milijon kubičnih metrov je enako ...
  - kocki s stranico dobrih 100 m
  - krogli s polmerom 62,0 m
- 1.564.400 m³ -- količina cementa v zapornicah Panamskega prekopa
- 2.600.600 m³ -- količina kamna v Veliki piramidi v Gizi
- 3.330.000 m³ -- prostornina cementa v Hooverjevem jezu
- 3.664.883 m³ -- prostornina nasine Zgradbe za sestavljanje vozil
- 4.500.000 m³ -- prostornina akumulacijskega jezera HE Zlatoličje
- 5.600.000 m³ -- prostornina akumulacijskega jezera HE Dravograd
- 8.000.000 m³ -- prostornina krede, izkopane pri gradnji predora pod Rokavskim prelivom
- večje prostornine